# Hugh Watson
Sir Hugh Dudley Richards Watson, KCB, CVO, CBE (Saltfleetby, 20 aprile 1872 – Windsor, 22 maggio 1954), è stato un ufficiale britannico della Royal Navy che divenne Naval Secretary.

## Carriera militare
Watson si unì alla Royal Navy nel 1885. Il 6 maggio 1902 fu nominato capitano di corvetta e destinato sull'incrociatore corazzato HMS Sutlej, che presto sarebbe stato dislocato nelle acque cinesi. L'anno seguente fu nominato capitano di fregata e nominato comandante della School of Physical Training (in italiano Scuola di Addestramento Fisico) prima di diventare, nel 1910, l’addetto navale presso l'ambasciata britannica a Berlino. Durante la prima guerra mondiale dal 1914 servì con il grado di capitano di vascello in qualità di comandante dell'incrociatore HMS Essex, nel 1915 sulla corazzata HMS Bellerophon e dal 1918 sulla corazzata HMS Canada.
Nel 1908 giocò una partita di First Class cricket per il Marylebone Cricket Club.
Dopo la guerra prese parte alla commissione militare interalleata di controllo e nel 1921 divenne Naval Secretary, prima di diventare il comandante del 4th Battle Squadron (rinumerato come 3rd Battle Squadron nel novembre 1924) e secondo in comando della Mediterranean Fleet nell'agosto 1923. Dal 1924 al 1925 fu comandante del 3rd Battle Squadron. L'ultimo ruolo prima del pensionamento, avvenuto nel 1928, fu a partire dal 1926, con il grado di ammiraglio, il comando della Reserve Fleet.

## Onorificenze
| Nastro | Onorificenza                                    | Sigla |
| ------ | ----------------------------------------------- | ----- |
|        | Cavaliere Commendatore dell'Ordine del Bagno    | KCB   |
|        | Commendatore dell'Ordine Reale Vittoriano       | CVO   |
|        | Commendatore dell'Ordine dell'Impero Britannico | CBE   |